# Cadillac Man
Cadillac Man es una película cómica de 1990 protagonizada por Robin Williams y Tim Robbins y dirigida por Roger Donaldson.

## Argumento
El vendedor de coches de Queens Joey O'Brien (Robin Williams) tiene que tratar con presiones siempre crecientes en su vida: tiene una exigente exmujer que le pide la pensión alimenticia, una hija desaparecida, una amante casada (Fran Drescher) y una amante soltera (Lori Petty) que están desesperadamente enamoradas de él, y un plazo de dos días para vender doce coches o pierde su trabajo. Además, tiene un préstamo con la Mafia que tiene que pagar, o perderá la vida.
El día de la gran venta de coches (y último día del plazo d'O'Brien), la concesionaria de coches es rehén por un motociclista (Tim Robbins) (en una Kawasaki H2) que cree que su mujer (Annabella Sciorra) la está engañando con él. Joey consigue hablar con el hombre y le pide que deje a los otros rehenes, mientras que la policía rodea el concesionario. Despueés de que la mayoría de rehenes son liberados, la policía hiera al agresor, ya que cree que su pistola todavía está cargada. Joey promete quedarse con él mientras se recupera. Al final, vuelve con su mujer y marcha como el héroe del día.

## Reparto
- Robin Williams: Joey O'Brien
- Tim Robbins: Larry
- Pamela Reed: Tina
- Fran Drescher: Joy Munchack
- Zach Norman: Harry Munchack
- Lori Petty: Lila
- Annabella Sciorra: Donna
- Paul Guilfoyle: Little Jack Turgeon
- Bill Nelson: Big Jack Turgeon
- Eddie Jones: Benny
- Mimi Cecchini: Ma
- Tristine Skyler: Lisa
- Lauren Tom: Hellen
- Elaine Stritch: la viuda
- Anthony Powers: el capitán Mason